# Nicomen Indian Reserve 1
Nicomen Indian Reserve 1 är ett reservat i Kanada.   Det ligger i provinsen British Columbia, i den södra delen av landet, 3 400 km väster om huvudstaden Ottawa.
I omgivningarna runt Nicomen Indian Reserve 1 växer i huvudsak barrskog. Trakten runt Nicomen Indian Reserve 1 är nära nog obefolkad, med mindre än två invånare per kvadratkilometer.